# Bicho Riveros
Orlando Riveros (Asunción, Paraguay; 16 de octubre de 1981), más conocido como Bicho Riveros, es un presentador de televisión y radio.  Licenciado en Administración de empresas, fue el presentador de la versión paraguaya del programa chileno Calle 7.

## Biografía
Nació el 16 de octubre de 1981 en Asunción, capital de la República del Paraguay. En febrero de 2014 contrajo matrimonio con María José Macchi.

### Carrera radiofónica
Inició su carrera en los medios de comunicación en el año 1998 en Radio Classic 96.5 FM, emisora que en el año 1999 se convirtió en la actual Radio Disney Paraguay, donde estuvo como presentador del programa Noche mágica y Club D hasta el año 2002. En 2003 deja Radio Disney para empezar un programa nuevo en Radio Amor 95.9 FM, programa que duraría seis meses al aire.
Después de cuatro años fuera de los medios, los mismos dueños de Radio Disney Paraguay lo convocan para una nueva radio llamada Radio Farra. En diciembre de 2011, fue convocado por el Grupo Vierci para ser presentador de la radio Estación 40 91.1 FM con el programa Auxilio, mismo nombre del programa de Radio Farra y nombre del que es propietario como marca con la cual es dueño de espacios en varios medios de comunicación de Paraguay.

### Carrera televisiva
Inició su carrera televisiva como presentador principal en los programas “Fashion Report” de Canal 13 y “Verano Xpress” de Canal 9 SNT, este último emitido en el verano de 2008-2009. Luego fue contratado como copresentador junto a la presentadora televisiva paraguaya Menchi Barriocanal en el programa “Menchi y Vos” de Telefuturo Canal 4 en el año 2009. En agosto de 2011 empezó un programa nuevo llamado “El Resumen” que trataba sobre los pormenores de lo que ocurría en el “Baila Conmigo Paraguay”.
Fue presentador de cuatro temporadas del reality show chileno en su versión paraguaya, Calle 7 Paraguay, además de ser presentador de dos temporadas de Calle 7 V.I.P. Desde el 2013 y hasta el 2017, se ha convertido en el presentador principal del programa “Tercer Tiempo”, reemplazando momentáneamente a Dani Da Rosa. En la actualidad se desempeña como conductor de “Telembopi” junto a Patty Orue y “Mba'eichapa”, programa dedicado al turismo interno.
Bicho Riveros apoyó durante muchos años a Teletón Paraguay. En la actualidad es embajador de la Fundación Dequení. También formó parte de la organización Todo Bicho que Camina, que batió el Record Guinness de la mayor cantidad de carne vacuna cocinada en un solo lugar.